# Noordzee
De Noordzee is een randzee van de Atlantische Oceaan in het noordwesten van Europa. De gemiddelde diepte is 94 meter, maar ten zuiden van de Doggersbank is de diepte veelal minder dan 50 meter.
De zee wordt aan drie zijden door land begrensd en opent zich trechtervormig naar de Noordoostelijke Atlantische Oceaan. Binnen een afstand van 150 kilometer van de kusten leven 80 miljoen mensen. De Noordzee is een belangrijke schakel in scheepsroutes en dient als verbinding tussen Europa en de andere wereldmarkten. Daarnaast zijn er nog vele veerverbindingen tussen de landen rond de Noordzee. De zuidelijke Noordzee is, samen met het aangrenzende Kanaal, de drukst bevaren scheepvaartregio ter wereld. In de zeebodem bevinden zich grote aardolie- en aardgasreserves, die sinds de jaren 70 van de 20e eeuw grootschalig geëxploiteerd worden. Commerciële visserij heeft het visbestand van de zee in de laatste decennia verminderd. Milieuproblemen zijn ontstaan door de zeevaart en doordat de vervuilde rivieren van Europa er in uitmonden.
In alle landen rondom deze zee wordt ze Noordzee genoemd (Engels North Sea, Duits Nordsee, Noors Nordsjøen, Deens Nordsøen, hoewel in Denemarken tevens de benaming Westerzee wordt gebruikt, namelijk naast Nordsøen ook Vesterhavet (hav is het Oudnoorse woord voor zee).

## Ligging
De Noordzee ligt grotendeels op het Europees Continentaal plat. Alleen de Noorse geul, een smal gebied van de Noordelijke Noordzee voor Noorwegen, ligt niet op deze plaat en is veel dieper (zo'n 700 meter). De Noordzee wordt in het westen begrensd door Engeland en Schotland op het eiland Groot-Brittannië. In het noordoosten grenst de zee aan het Scandinavische schiereiland (Noorwegen) en in het oosten en zuidoosten aan de op het Europese continent liggende landen Denemarken, Duitsland, Nederland, België en Frankrijk.
In het zuidwesten gaat de Noordzee via de Straat van Dover (ook Nauw van Calais genoemd) in het Kanaal over. In het zuidoosten ligt achter de Waddeneilanden de Waddenzee. In het oosten is er via het Skagerrak en het Kattegat contact met de Oostzee en naar het noorden is er een trechtervormige opening richting de Noordelijke IJszee, die het oosten van de noordelijke Atlantische Oceaan vormt.
Naast de duidelijke grenzen van de kusten der omliggende landen, wordt de Noordzee begrensd door een denkbeeldige lijn van het Noorse Lindesnes naar het Deense Hanstholm. De noordelijke grens ligt minder duidelijk vast. Traditioneel wordt een gedachte grenslijn van Noord-Schotland over de Shetlandeilanden naar het Noorse Ålesund verondersteld; volgens het Oslo-Parijs verdrag van 1962 loopt de grens iets westelijker en noordelijker (ter hoogte van het Noorse Geirangerfjord).
De belangrijkste rivieren die in de Noordzee stromen zijn de Elbe, de Wezer, de Eems, de Rijn, de Maas en de Schelde. Vanuit Groot-Brittannië stromen de Theems en de Humber in de Noordzee uit.
De oppervlakte van de Noordzee bedraagt ongeveer 575.000 km² bij een watermassa van 54.000 km³.

### Grenzen en zones
De Nederlandse grenzen van de Noordzee zijn vastgelegd in verdragen met België, Duitsland en het Verenigd Koninkrijk. Nederland en Duitsland zijn het niet eens over de grens van de territoriale zee nabij de monding van de Eems.
Volgens het Zeerechtverdrag van de Verenigde Naties is de zee ingedeeld in de territoriale zee (tot 12 mijl uit de kust), een aansluitende zone (12 tot 24 mijl uit de kust), de exclusieve economische zone (tot 200 mijl uit de kust) en het continentaal plat (de zeebodem). De Nederlandse Noordzee is hierop (telkens verder van de kust af) verdeeld in de volgende maritieme zones:
- kustwateren (1 mijl (1.852 meter) uit de kust)
- zones volgens Gemeenschappelijk Visserijbeleid (GVB) waar vis mag worden gevangen
- de territoriale zee (tot 12 mijl uit de kust)
- de aansluitende zone (12 tot 24 mijl uit de kust)
- en een exclusieve economische zone (tot 200 mijl uit de kust).

Het plat is ingedeeld in blokken ten behoeve van concessies voor bijvoorbeeld gas- of oliewinning.
Zeven procent van het Nederlandse deel van de Noordzee is beschikbaar voor militaire doeleinden. Het betreft onder meer schietgebieden voor de Koninklijke Marine en de Koninklijke Luchtmacht.

## Naam
Door de geschiedenis heen zijn er verschillende namen gebruikt voor de Noordzee. De oudste bekende vermelding is Septentrionalis Oceanus, of 'Noordelijke Oceaan', zoals die werd genoemd door Plinius de Oudere in zijn Naturalis historia. Vanuit Romeins oogpunt was het ook alleszins een noordelijke zee. Men zou daarom kunnen vermoeden dat later zo ook de benaming Noordzee wellicht vanuit Frankrijk overgekomen zou zijn, maar dat blijkt niet het geval te zijn. We moeten de oorsprong van deze aanduiding waarschijnlijk juist in de Lage Landen en in Noord-Duitsland zoeken.
Men vermoedt dat de Noordzee zijn naam heeft gekregen van de Friezen die destijds de Nederlandse kust bewoonden. De huidige naam is mogelijk ontstaan vanuit het oogpunt van de bewoners van de Waddeneilanden, vanwaar het geheel naar het noorden lag, in tegenstelling tot de Zuiderzee.
Voor de Friese en Germaanse kustbewoners vormde Noordzee een tegenhanger van de Zuiderzee – zuidelijk, althans gezien vanuit Friesland. Ook voor de bewoners van de Nederlanden in algemene zin is de Noordzee noordwestelijk gelegen. In het Fries komt het woord Northeff ten minste sinds het midden van de 13e eeuw voor, in het Middelnederlands in de vormen Nortzee of Noertzee sinds het einde van de 13e eeuw. In het Oudengels kennen we de naam Norðsæ al sinds het derde kwart van de 10e eeuw, later in de middeleeuwen ook wel als North-se, maar dit woord raakte vervolgens in onbruik.
In het Oudnoors sprak men ook wel over Westsǣ of Westarsalt en in de Hanzesteden over Westersee, in Denemarken sinds de 16e eeuw over Vesterhav ('Westzee'). Deze laatste benaming wordt in Denemarken nog steeds naast de moderne naam Nordsø gebruikt. De naam Nordhavet, Nordsjøen, Nederduits Norrensche Mer werd aanvankelijk voor de Noorse Zee (Norskehavet) en het Skagerrak gereserveerd.
De atlas Geographike Hyphegesis van Claudius Ptolemaeus uit de 2e eeuw na Chr. voerde de Noordzee op onder de Griekse naam Γερμανικὸς Ὠκεανός ('Germanikòs Ōkeanós'). Deze naam kwam door leenvertaling als Oceanus Germanicus of Mare Germanicum in het Latijn, en zo vervolgens onder meer in het Duits als Deutsches Meer of Teutsche See. Deze Grieks/Latijnse namen golden lange tijd als het algemene model, zo ook voor het Frans en het Engels. Al in het laat-Middelhoogduits kwam echter de aanduiding Nordermer, Nortmer of Nordersê op. In de 17e eeuw werden deze vervangen door de huidige Duitse naam Nordsee, geheel in overeenstemming met het Nederlandse Noordzee. Vanuit de Duitse Hanzesteden lag de zee eveneens in het noorden (zoals de Oostzee ten oosten van de Hanzesteden lag). Via Nederlandse en Noord-Duitse zeekaarten en zeilaanwijzingen verspreidde het equivalent van de Nederlandse benaming zich verder in Europa (Eng. North Sea, Fr. Mer du Nord etc.).
Voordat North Sea vanaf het einde van de 16e eeuw opnieuw in het Engels werd opgenomen, gebruikte men ook daar de namen German Sea of German Ocean, de laatste ook weer ontleend aan het Latijnse Mare Germanicum of Oceanus Germanicus. Deze bleven zelfs in zwang tot in de jaren 30 van de 19e eeuw. Daarnaast waren de Latijnse termen Mare Britannicum of Oceanus Britannicus, Mare Frisicum of Oceanus Fresonicus (vertaald als Fryesen Mere, Vriesche Zee of Frisian Sea), Mare occidentale ('Westzee') en Oceanus Cimbricus of Mare Cimbricum ('Deense Zee') in zwang. Ook de Engelse naam North Sea kwam waarschijnlijk van het Nederlandse Noordzee dan wel het Nederduitse Nordsee, al was die term voor vele Britten geografisch minder adequaat.

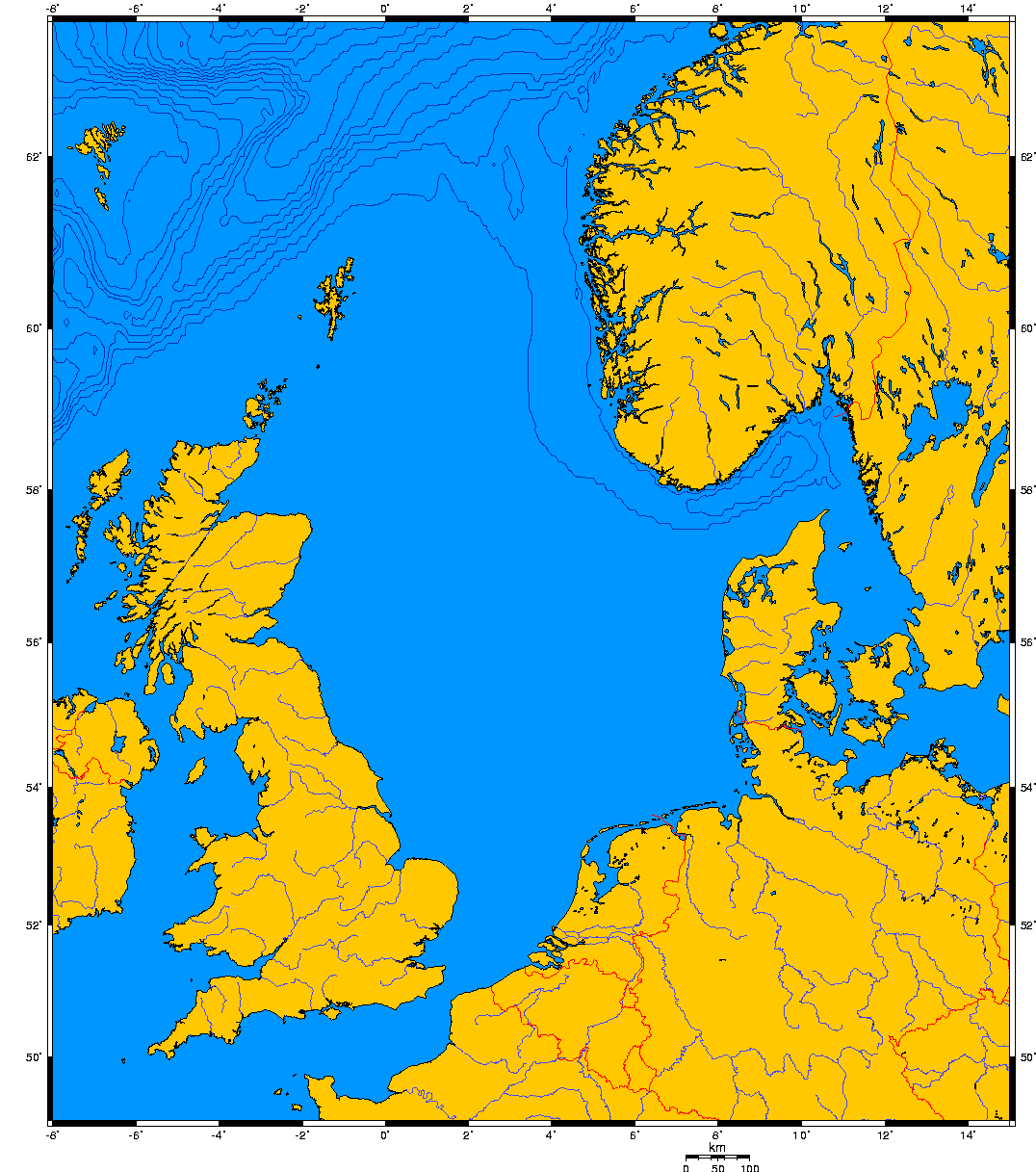
Noordzee met dieptelijnen

Historische aanduidingen op oude kaarten
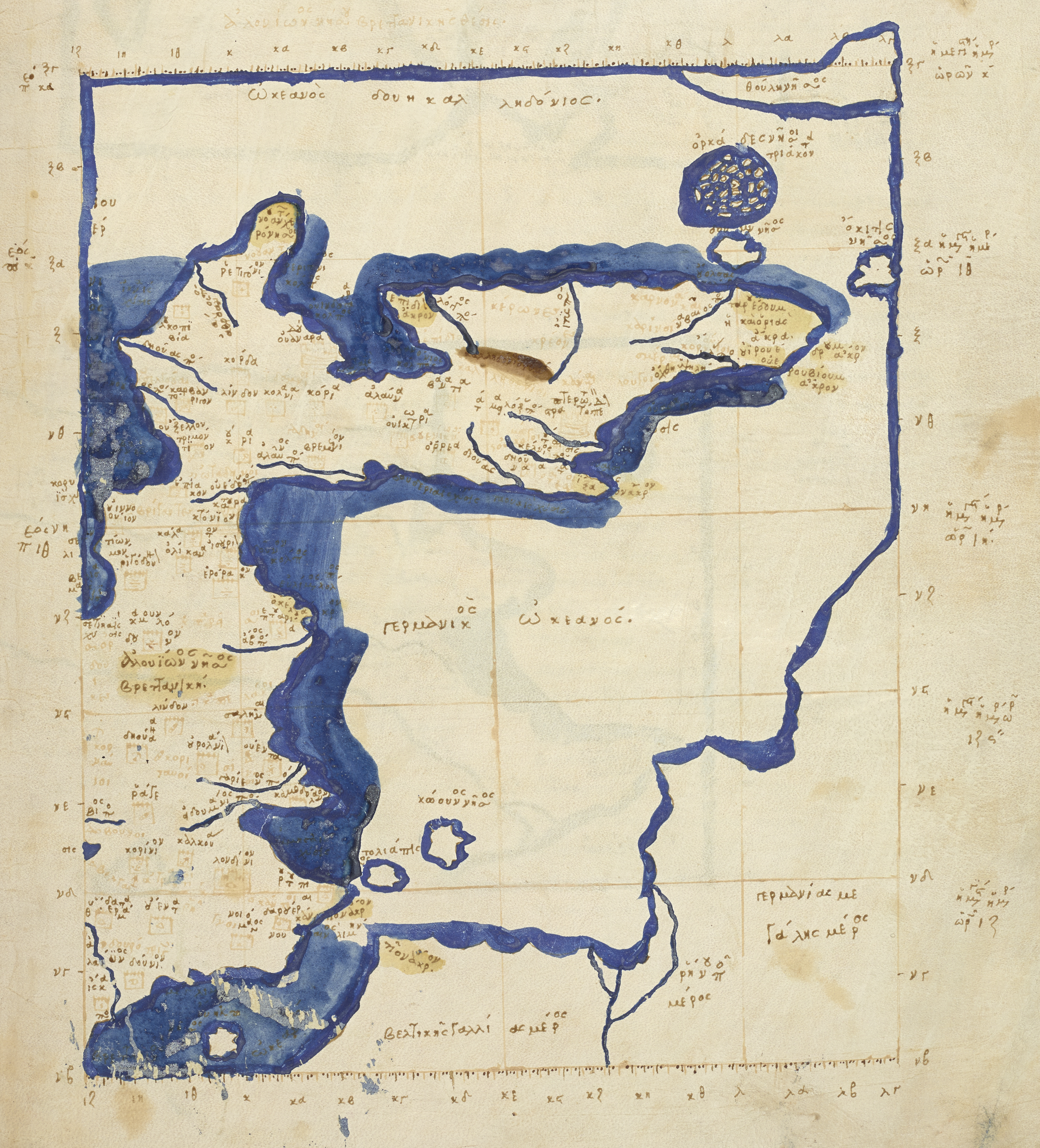
Kaart (c. 1375 – c. 1425) van Ptolemaeus Geographia: Γερμανικός Ὠκεανός, Germanikós Ōkeanós
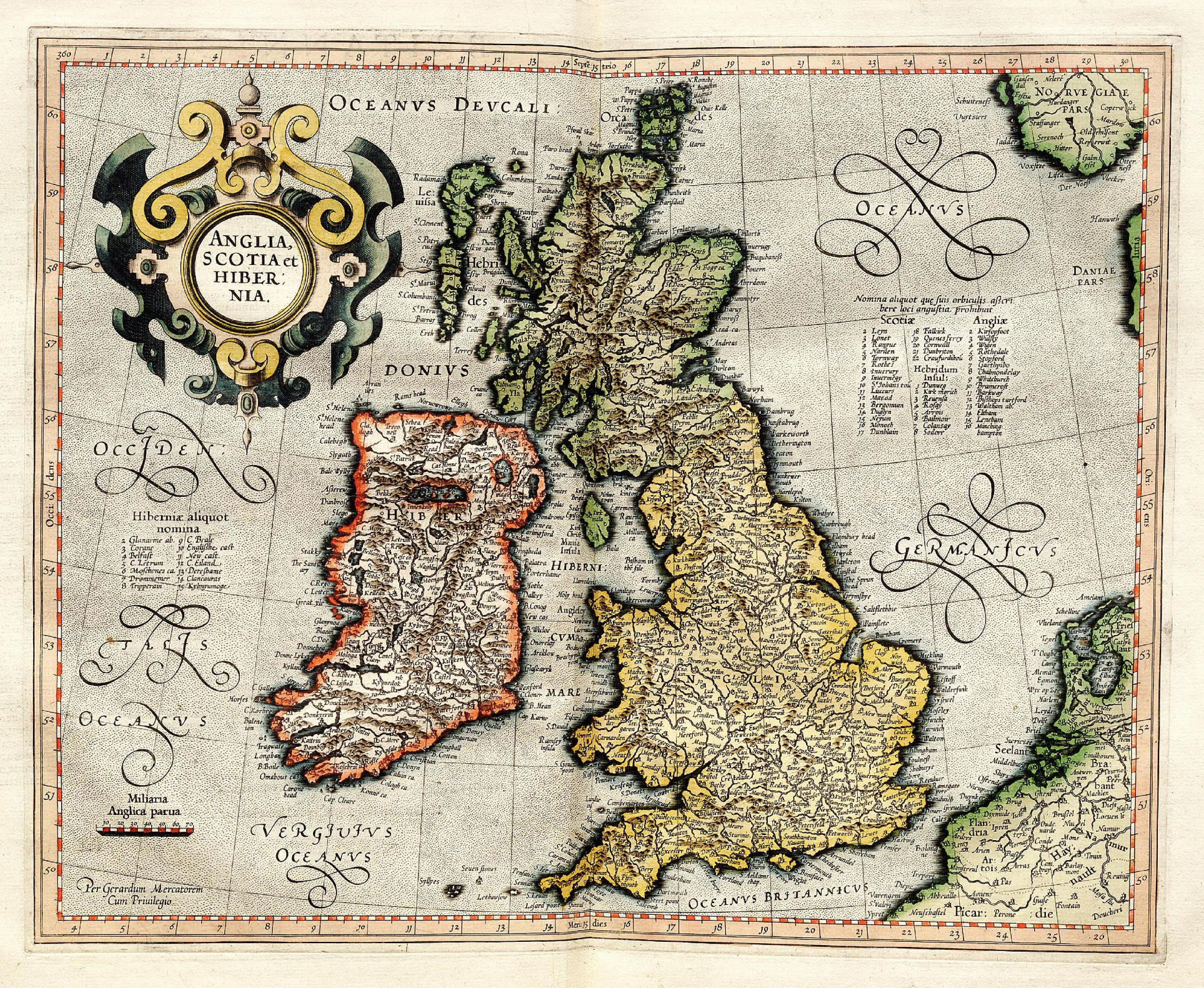
Kaart van Gerard Mercator, 1596: Oceanus Germanicus
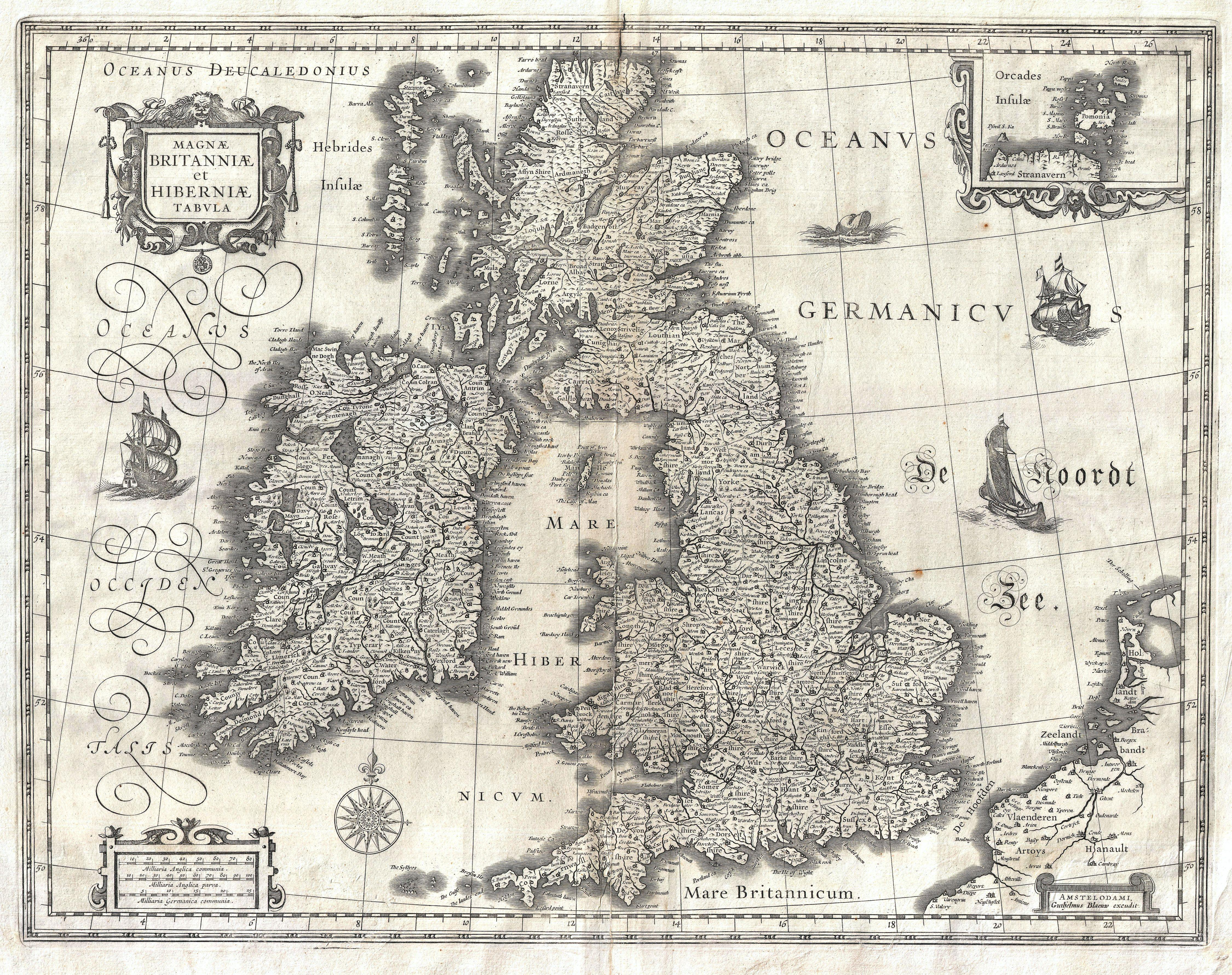
Atlas van Willem Blaeu, 1631: Oceanus Germanicus of De Noordt Zee
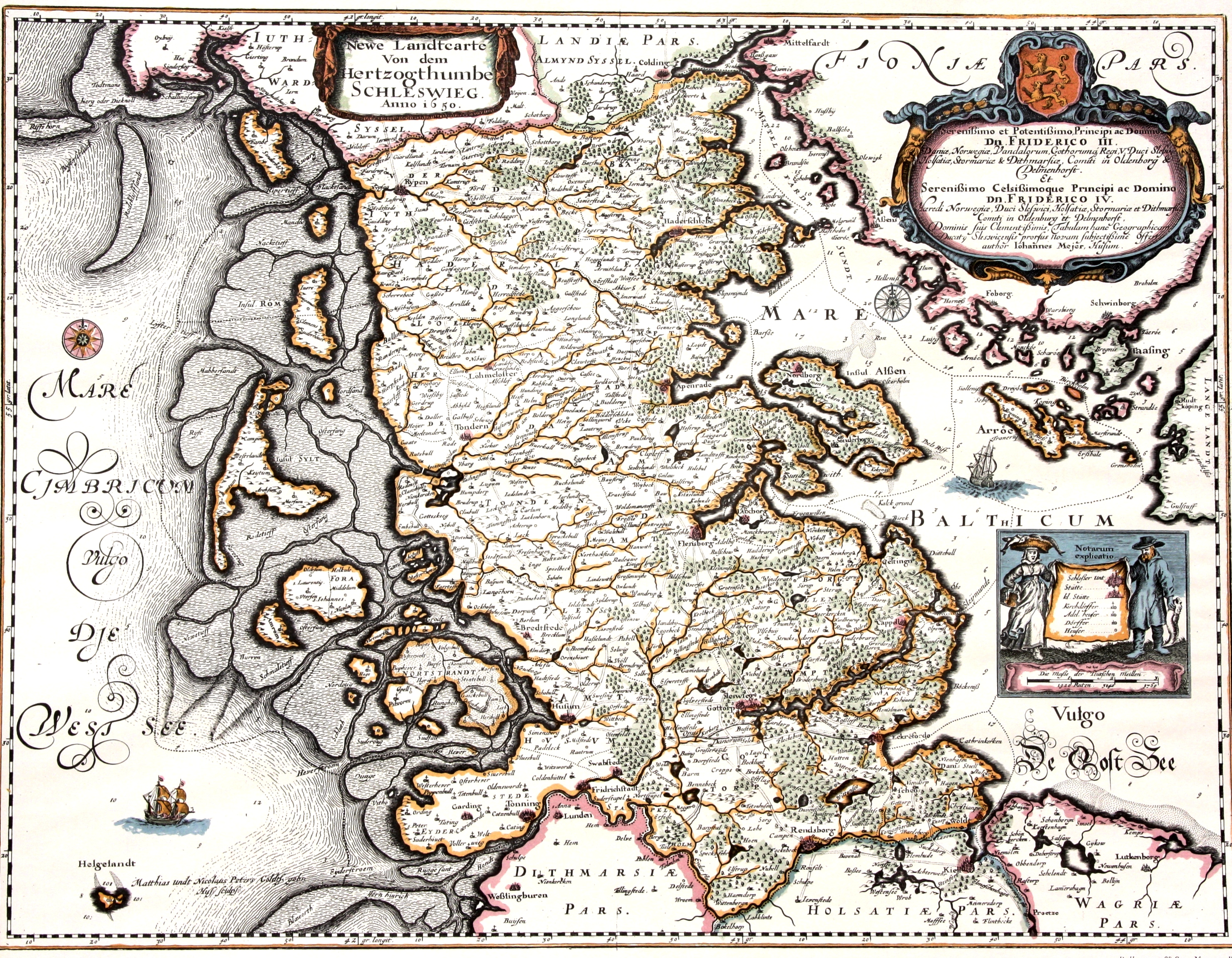
Kaart van het Hertogdom Sleeswijk, 1650: Mare Cimbricum (Cimbrische zee) of Westsee
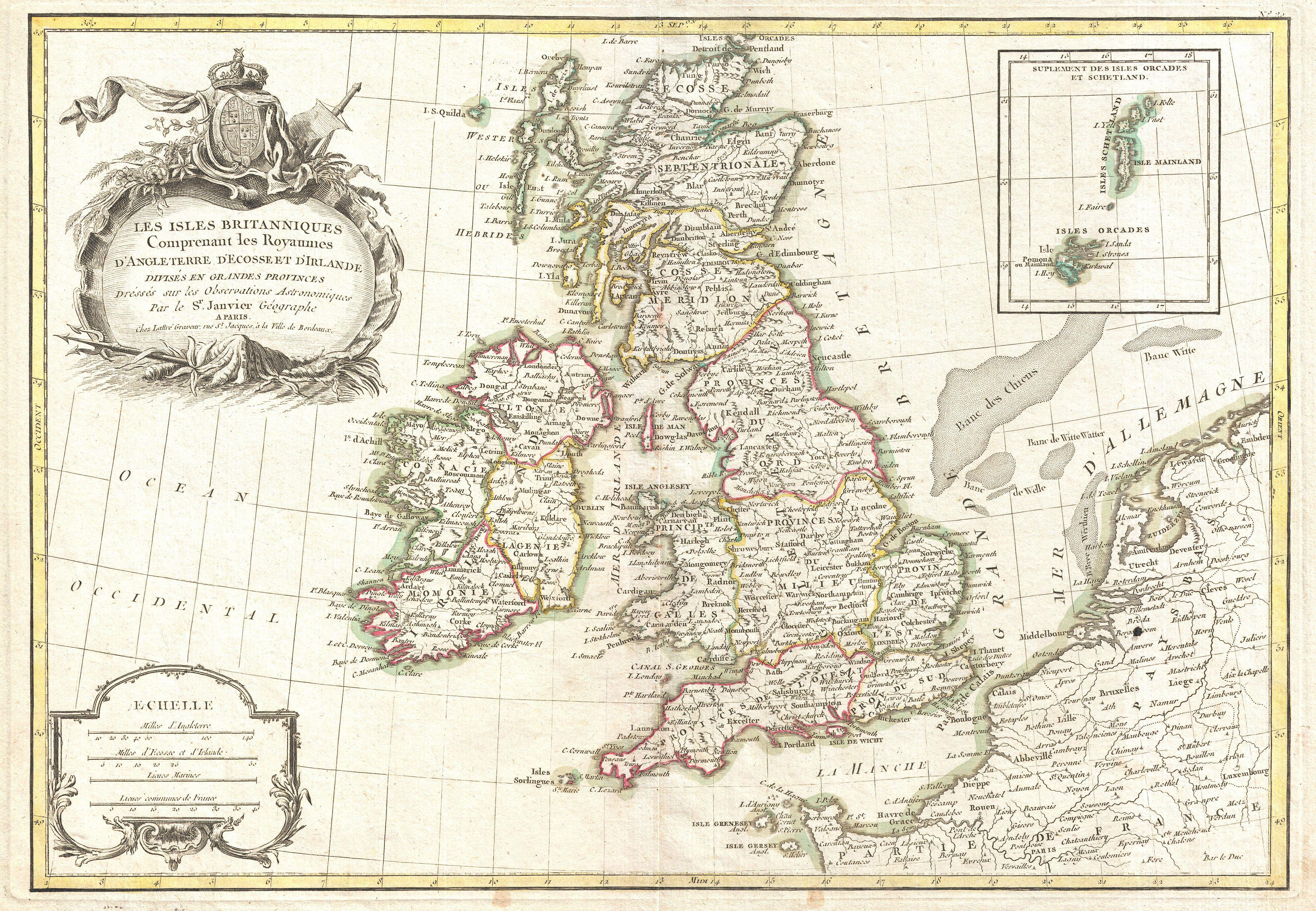
Franse kaart, 1771: Mer d’Allemagne (Duitse zee)
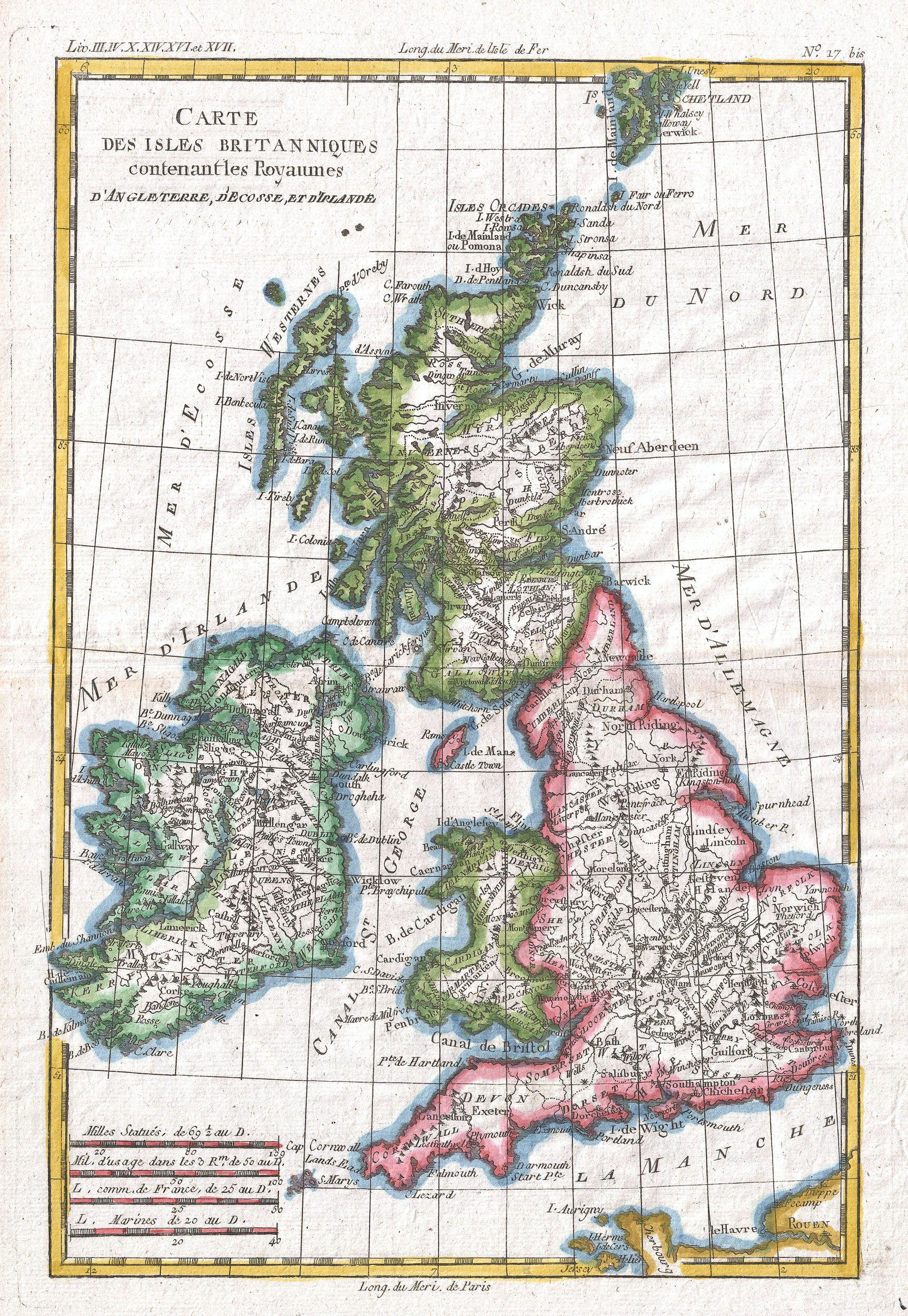
Franse kaart, 1780: Mer du Nord (Noordzee) voor het noordelijk gedeelte, Mer d’Allemagne voor het zuidelijk gedeelte

## Geologie

de Noordzee ongeveer 9000 jaar geleden

De huidige Noordzee is geologisch gezien een jonge zee, die ontstond nadat aan het einde van de laatste ijstijd (ongeveer 11.000 jaar geleden) het zeeniveau begon te stijgen. In de ondergrond onder het Noordzeebekken liggen gesteenten en structuren die het gevolg zijn van geologische processen tijdens de laatste 350 miljoen jaar. Sinds halverwege het Tertiair (de laatste 20 miljoen jaar) is de tektonische daling van het Noordzeebekken vergelijkbaar met nu. De ligging van bodemdalingsgebieden ten opzichte van nauwelijks dalende gebieden langs de bekkenrand bepaalt de grootte van de Noordzee bij wisselende zeespiegelhoogte.

### De huidige toestand
De huidige grootte van de Noordzee is enige duizenden jaren na het einde van de laatste IJstijd bereikt. Het is een stadium met relatief hoge zeespiegelstand. Tot zo'n 6000 jaar geleden was er sprake van zeespiegelstijging naar min of meer (± 1 meter) de huidige stand. Doordat de Noordzeebodem zakt, stijgt de zeespiegel relatief nog steeds, over de laatste 6000 jaar in totaal zo'n 5 meter, waarvan ongeveer 50 centimeter in de laatste 1000 jaar. In de laatste anderhalve eeuw was de zeespiegelstijging 20 tot 25 centimeter.
In het Nederlandse deel van de Noordzee bevinden zich de volgende geografische gebieden:
- Doggerbank
- Breeveertien-bekken
- Duitse Bocht
- Friese Front
- Klaverbank
- Zuidelijke Bocht

### IJstijden: droogvallende en onderlopende Noordzee

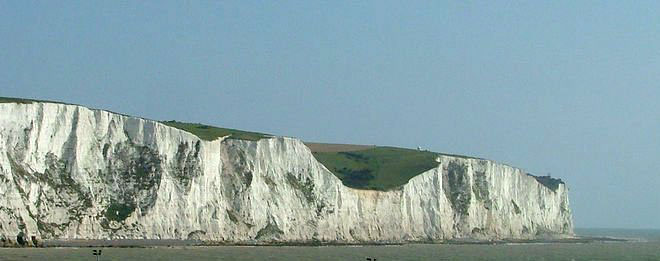
Krijtrotsen van Dover

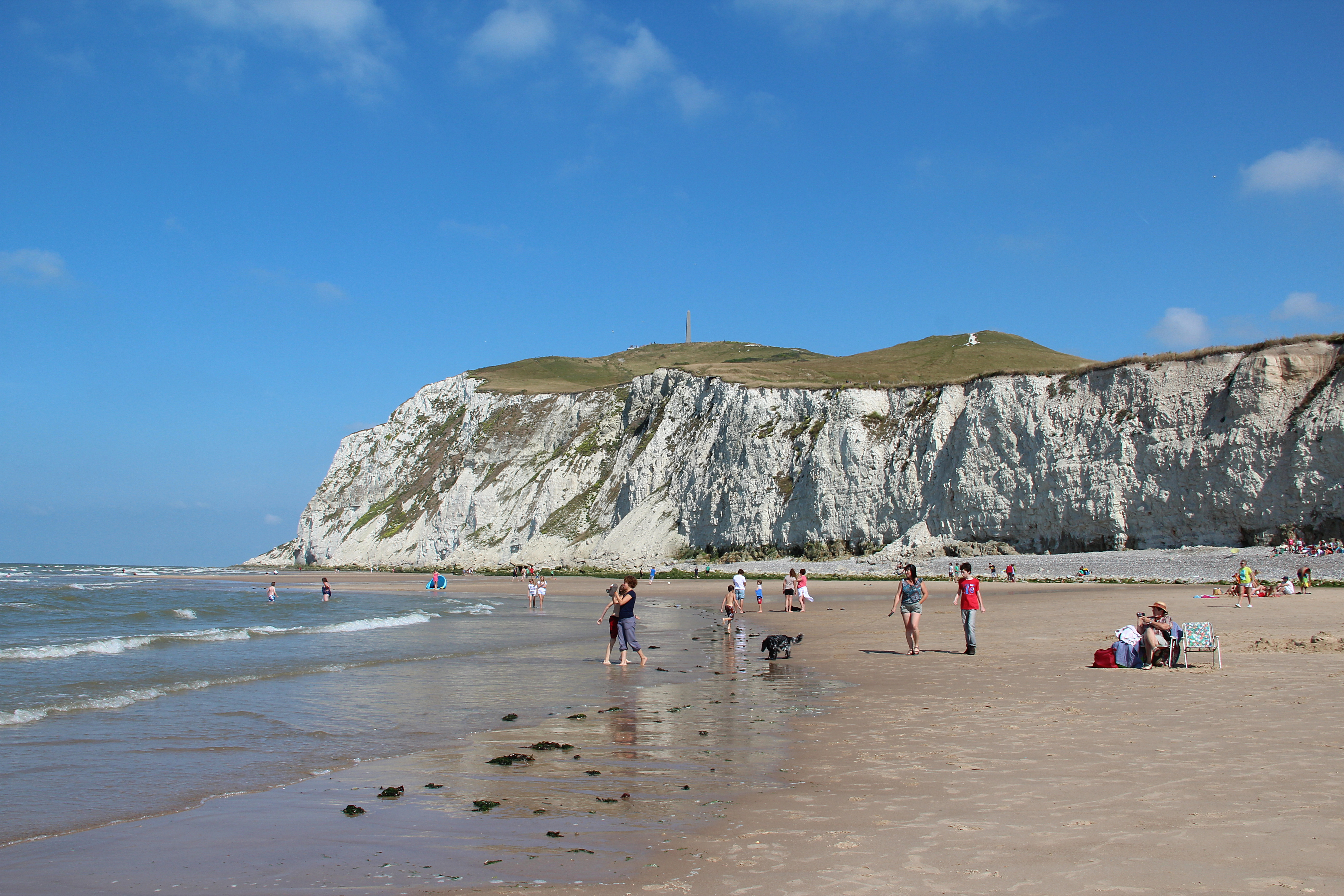
Cap Blanc-Nez

In de laatste ijstijd (het Weichselien) en in eerdere ijstijden lag de Noordzee grotendeels droog. De zeespiegel was tientallen meters lager, doordat wereldwijd veel water als gletsjerijs en ijskappen lag opgeslagen. Het zuidelijke deel van de Noordzee is het ondiepste gedeelte en lag in ijstijden geregeld droog. Ongeveer 9000 jaar geleden verdronk de zuidelijke Noordzee voor het laatst, in de aanloop naar de huidige toestand. Op het hoogtepunt van de laatste ijstijd stond de zeespiegel tot 120 meter onder de huidige stand en liep de kustlijn ongeveer 600 kilometer noordelijker (Doggerland). Delen van de Noordzee nabij Schotland en Scandinavië/Denemarken waren met landijs bedekt. In enkele eerdere ijstijden was dat in nog veel sterkere mate het geval, vooral in het Saalien en Elsterien. Alleen het uiterste zuiden van de Noordzee is nooit met landijs bedekt geweest.
Uit recent internationaal onderzoek onder leiding van Jenny Collier (Imperial College Londen) is gebleken, dat op dit hoogtepunt van de ijstijd, in de steentijd, ongeveer 450.000 jaar geleden, een kalkstenen landbrug nog een smalle verbinding vormde tussen de huidige kustplaatsen Dover en Calais (de Weald-Artoisanticline). Rond 160.000 jaar geleden is deze laatste landverbinding definitief bezweken. De beroemde krijtrotsen van Dover en Cap Blanc-Nez in Frankrijk zijn het restant van die landtong.
In warmere perioden zoals het voorlaatste interglaciaal (rond 125.000 jaar geleden) lag de Noordzeekust op min of meer vergelijkbare locatie als tegenwoordig. De verbinding in het zuidwesten door het Nauw van Calais naar Het Kanaal bestond ook in het laatste interglaciaal, maar daarvoor nog niet. Tot circa 130.000 jaar geleden was dat gebied een brede landbrug: de Britse Eilanden en het Europese vasteland vormden toen één landmassa, zowel in ijstijden als in interglacialen.

### Transgressie aan einde laatste ijstijd
In de laatste millennia van het Weichselien (22.000-12.000 jaar geleden) steeg de zeespiegel van circa 120 naar circa 60 meter onder het huidige zeeniveau (transgressie). De Noordzeekustlijn lag toen direct noordelijk van de Doggersbank. De rivier de Elbe mondde er in uit. De zuidelijke Noordzee was land, waar dieren en mensen leefden en verder westelijk gelegen gebieden zoals de Britse Eilanden konden koloniseren. Het uiterste zuiden werd doorkruist door de Rijn met de Maas als zijrivier. In het Nauw van Calais mondde de Noordzee in Het Kanaal uit. In de daaropvolgende millennia bleef het water stijgen, uiteindelijk tot de huidige hoogte. De snelheid van zeespiegelstijging nam gestaag af.
De rivierdalen van Elbe en Rijn verdronken in de Noordzee (transgressie). Rond 9000 jaar geleden maakten Noordzee en het Nauw van Calais contact. In het millennium daarna werd de Noordzee door de tsunami van de Storegga-aardverschuiving getroffen. De Nederlandse kustlijn inclusief Waddenzee vormden zich vanaf 6000 jaar geleden. Langs de zandige zuidoostkust van de Noordzee vormden zich strandwallen. Tussen de strandwallen en het land boven zeeniveau lagen lagunes. Veel lagunes slibden deels dicht met klei en groeiden met veen vol. Andere gebieden bleven waddengebied. In dit gebied worden afwisselend fasen van uitbreiding van de lagunezee en fasen van verzoeting waargenomen. Dit zijn lokale transgressies en regressies door het openen en sluiten van zeegaten, ze zijn niet synchroon in ieder segment van de Noordzeekust.
5000 jaar geleden (terug tot 3000 v.Chr.) lag de zeespiegel binnen vier meter onder het huidige niveau. 2000 jaar geleden (terug tot jaar 0) was dat bijna twee meter lager dan nu. De strandwallen in Nederland bouwden zich van circa 6000 tot circa 1500 jaar geleden zeewaarts uit – sindsdien is de kustlijn tot de huidige positie afgeslagen.

### Doggers- en Klaverbank
Ongeveer midden in de Noordzee ligt de Doggersbank, een grote zandbank met een gemiddelde diepte van 15 tot 20 meter.
Vanwege de vele beenderen van mammoeten die daar zijn gevonden vermoedde men dat deze dieren daar zijn omgekomen toen de Noordzee na de laatste ijstijd onderliep ten gevolge van het smelten van de ijskap en het stijgen van de zeespiegel, waardoor de Doggersbank een soort laatste toevluchtsoord werd. Aangezien mammoeten zoogdieren waren, en dus konden zwemmen, is dit volledig te verklaren aan de hand van de getijden en stromingen. Ten zuiden van de Doggersbank ligt de Klaverbank, een grindbank die een overblijfsel is van een oude rivierbedding.

## Hydrografie

### Basisgegevens
Het zoutgehalte van het zeewater is afhankelijk van de plaats en het jaargetijde en ligt tussen 15-25 promille in de buurt van de riviermondingen, tot 32-35 promille in de Noordelijke Noordzee.
De temperatuur ligt gemiddeld tussen 1 °C ‘s winters en 18 °C ‘s zomers. De temperatuur varieert daarbij sterk, afhankelijk van de waterdiepte en de stroming vanuit de Atlantische Oceaan. In de diepere noordelijke Noordzee, in een gebied zuidelijk en oostelijk van de Shetlandeilanden, ligt de watertemperatuur door het binnenstromende Atlantische water het hele jaar door bijna constant rond 10 °C. Aan de zeer ondiepe Waddenzeekust komen de grootste temperatuurschommelingen voor en kan in zeer koude winters ook ijsvorming optreden.

### Watercirculatie

zeestromen in de Noordzee

Het zoute water stroomt de Noordzee binnen vanuit de Atlantische Oceaan, door Het Kanaal en langs de Schotse kusten. De direct in de Noordzee uitmondende rivieren leveren jaarlijks ongeveer 296 tot 354 km³ zoet water. De grootste zoetwaterleveranciers zijn de in de Oostzee uitmondende rivieren, die via het Skagerrak uiteindelijk naar de Noordzee stromen. Deze rivieren zorgen per jaar voor 470 km³ zoetwater.

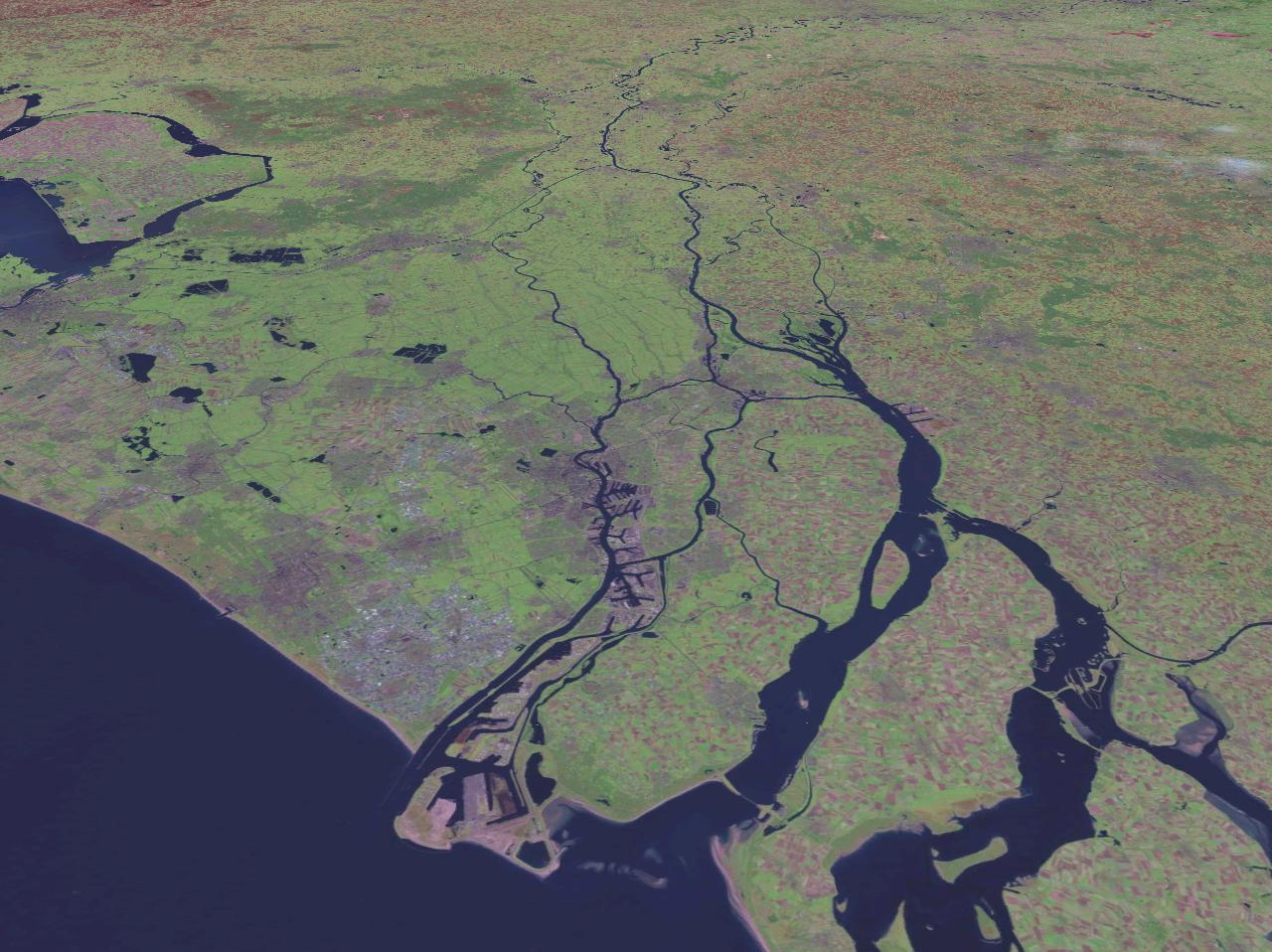
Uitmondende rivieren van de Rijn-Maasdelta

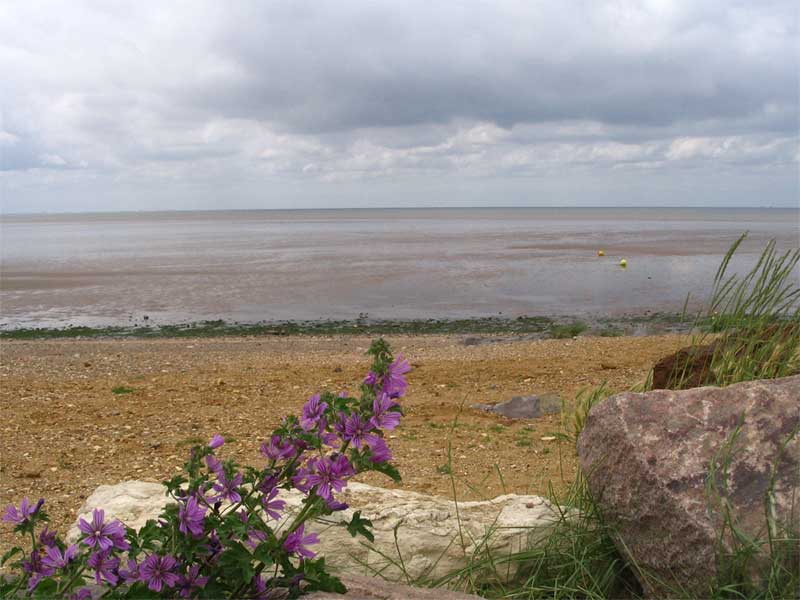
Het getijdenbekken The Wash aan de Engelse kust bij laagwater

Langs de Deense en Noorse kusten stroomt het water via de Noorse stroom terug de Atlantische Oceaan in. Deze beweegt zich vooral op een waterdiepte van 50-100 meter. Het brakke water van de Oostzee en het uit de fjorden voortkomende zoete water zorgen hier voor een relatief laag zoutgehalte (minder dan 34,8 promille). Een deel van het warmere binnenkomende oceaanwater buigt langs de Stroom weer noordwaarts af en zorgt voor een warme kern met in de winter een temperatuur van 2-5 °C.
In ongeveer één tot twee jaar is het water in de zee geheel vervangen door vers water. Binnen de zee vallen aan de hand van de temperatuur, het zoutgehalte, organische stoffen en vervuiling duidelijke wateroppervlaktes te herkennen. Deze zijn in de zomer beter zichtbaar dan in de winter. Grote fronten zijn het "Friese Front", dat het water uit de Atlantische Oceaan scheidt van het water uit Het Kanaal en het "Deense Front", dat het kustwater van het water van de centrale Noordzee scheidt.
Het water van de grote rivieren gaat slechts langzaam in het Noordzeewater op. Water uit de Rijn en de Elbe laat zich bijvoorbeeld nog tot aan de noordwestkust van Denemarken duidelijk van zeewater onderscheiden.
De grootste wateren met directe mondingen in de Noordzee zijn:
- Rijn-Maasdelta (België/Nederland) 2650 m³ per seconde
  - grootste rivieren: Rijn, Maas en Schelde
- Elbe (Duitsland) 856 m³ per seconde
- Glomma (Noorwegen) 603 m³ per seconde
- IJsselmeer (Nederland) 555 m³ per seconde
- Wezer (Duitsland) 358 m³ per seconde
- Skjern Å (Denemarken) 206 m³ per seconde
- Firth of Tay (Schotland) 203 m³ per seconde
- Moray Firth (diverse rivieren onder andere de Spey; Schotland) 168 m³ per seconde
- Humber (Engeland) 125 m³ per seconde
- Firth of Forth (Schotland) 112 m³ per seconde
- Eems (Duitsland) 80 m³ per seconde

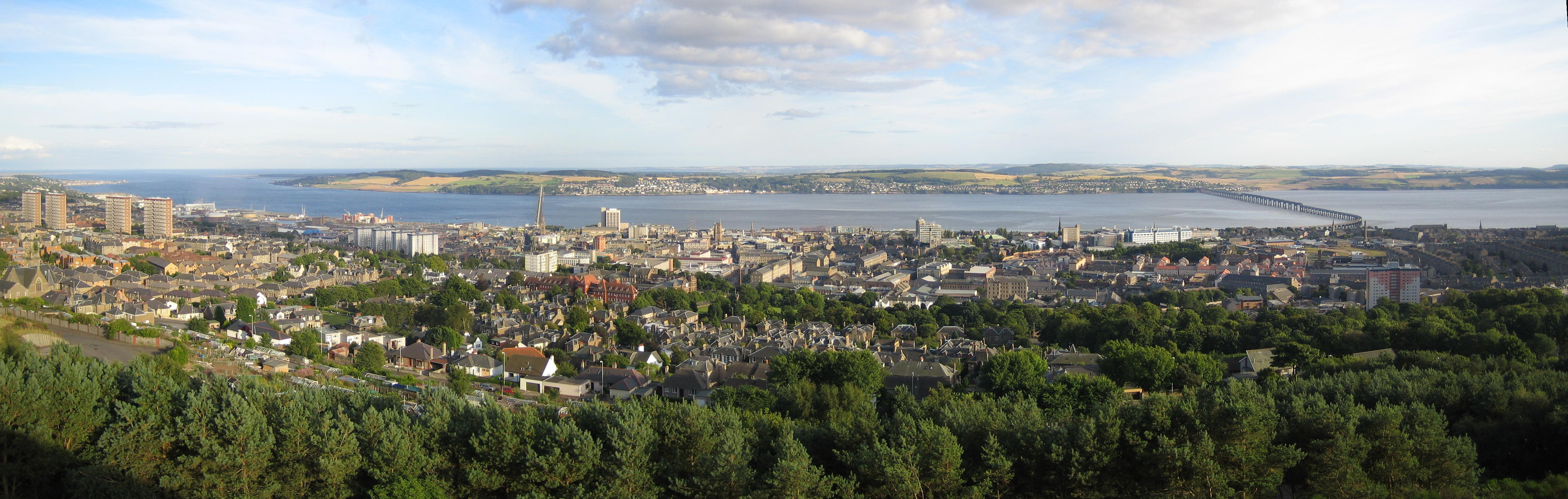
Firth of Tay bij Dundee

### Getijden

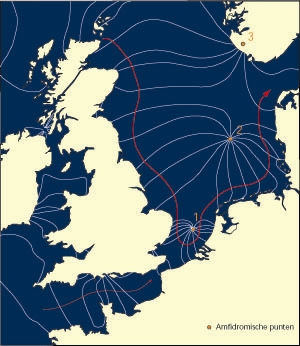
De getijgolven in de Noordzee

De Noordzee is te klein voor het ontstaan van een eigen getij; de getijden komen voort uit de getijgolf in de Noordelijke Atlantische oceaan. Eb en vloed wisselen zich af in een ritme van 12 uur en 25 minuten. De getijgolf komt de Noordzee binnen via Het Kanaal en via de brede noordelijke ingang van de Noordzee. Beide getijgolven bewegen zich, vanwege het Corioliseffect, in de Noordzee tegen de klok in. In de zuidelijke Noordzee versmelt de getijgolf uit het zuiden met een deel van de golf uit het noorden. De golf uit het noorden loopt eerst langs de Engelse kust zuidwaarts en het grootste deel ervan komt ongeveer 12 uur later bij de Duitse Bocht aan. De getijgolf loopt rondom drie amfidromische punten (getijloze gebieden). Eén amfidroom ligt op dezelfde breedte als IJmuiden, in het smalle deel van de Noordzee tussen het zuiden van Engeland en Nederland. Het andere amfidromische systeem bestaat uit een punt midden in het centrale deel van de Noordzee en een punt niet ver van de kust van zuidelijk Noorwegen.

### Troebelheid
Het water in de Noordzee is relatief troebel, en zeker minder helder dan zeewater van bekende vakantiestranden. Deze troebelheid wordt veroorzaakt door deeltjes in het zeewater, dat deels afkomstig is van slib, vooral langs de kust. Ook erosie van de Engelse en Franse kust en baggerspecie maken het water troebel. Het Noordzeewater circuleert bovendien, en het minder zoute rivierwater mengt niet direct met het zoutere zeewater.

## Archeologie en paleontologie
Er worden veel archeologische en paleontologische vondsten gedaan in de Noordzee. Botten van mensen en dieren uit de steentijd worden er met grote regelmaat aangetroffen. Daarnaast worden onder meer nederzettingen en vuurstenen vuistbijlen gevonden.
De Noordzee bergt duizenden scheepswrakken, maar ook vliegtuigwrakken. De scheepswrakken betreffen boomstamboten uit de prehistorie, Vikingsschepen, VOC-schepen, stoomschepen, onderzeeërs, voorpostboten, vissersboten en vrachtschepen. Ze geven inzicht in de maritieme geschiedenis van de Noordzee en gelden als archeologisch erfgoed. De wrakken zijn gelokaliseerd op wrakkenkaarten.

## Flora, fauna en milieubescherming
Sterke getijden, grote algen- en kelpwoudrijke watergebieden en de grote voedselvoorraad in de zee zorgen voor een grote diversiteit van levensvormen.

### Biotopen
De Noordzee biedt een reeks zeer uiteenlopende biotopen. Zo zijn verschillende kusttypen te onderscheiden, zoals steile kusten, rotskusten en zandkusten, die het aquatische leven bepalen. Belangrijke overgangsgebieden worden in de Noordzee gevormd door de kwelders en de wadden, waarin eb en vloed van grote invloed zijn op het leven. In de Noordzee ligt het grootste en soortenrijkste waddengebied ter wereld. Ook de bereiken van de grote riviermondingen, de estuaria, die zich onderscheiden door een doormenging van instromend zoet water en het zoute zeewater, vormen een eigen biotoop.
Verder zijn er biotopen te onderscheiden in het water van de volle zee (pelagisch leven) en op de zeebodem (benthische levensvormen). De benthische biotopen zijn verder te onderscheiden op grond van de diepte van de bodem of op grond van de bodemsamenstelling. In het overgrote deel van de Noordzee is door de visserij met sleepnetten het bodemleven vrijwel verdwenen. Zo is van de rijke oesterbanken niets over, en zijn de grint- en steenrotsbodems van vroeger veranderd in zandvlaktes.

### Milieubescherming

Haringen komen voor in grote scholen (van soms miljoenen dieren)

Milieuproblemen ontstaan door diverse oorzaken. Er worden direct schadelijke stoffen in de Noordzee geloosd en rivieren voeren schadelijke stoffen met zich mee. Vooral langs de kusten lijdt het Noordzeemilieu onder de belasting ten gevolge van menselijke exploitatie. De kustbescherming heeft aan de hele zuidelijke Noordzeekust het landschap sterk beïnvloed. Toerisme en recreatie spelen een ambivalente rol: aan de ene kant vormen deze activiteiten een grote belasting voor het kustgebied, aan de andere kant geven ze een directe economische prikkel het landschap niet verder aan te tasten. Vanwege overbevissing kromp in de jaren 70 van de twintigste eeuw vooral de Noordzeeharingpopulatie. Ook het kabeljauwbestand is, ondanks een EG-maatregel uit 1983, extreem teruggelopen.
Van overbevissing van schol en tong is door een beleid van duurzaam bestandsbeheer geen sprake meer sinds 2009. Dit is vastgesteld door de biologen van de International Council for the Exploration of the Seas, die de Europese visserijministers adviseren bij het vaststellen van de quota voor de Noordzeevissers.
In het kader van milieubescherming troffen de aanliggende landen meerdere overeenkomsten. De Bonner overeenkomst van 1970 was de eerste internationale overeenkomst en betrof uitsluitend de mogelijke negatieve gevolgen van de oliewinning.
De overeenkomsten van Oslo (1972) en Parijs (1974) hielden zich voor het eerst grondig bezig met vervuiling door schadelijke stoffen. In het vervolg van deze verdragen sloten de aanliggende landen in 1992 een verdrag tijdens de Oslo-Parisconventie. De milieubescherming langs de kusten bleef een aangelegenheid van de landen zelf. Daartoe zijn verschillende nationale regelingen getroffen.
Door de Internationale Maritieme Organisatie (IMO) zijn in het MARPOL 73/78 verdrag grenzen gesteld aan de vervuiling door zeeschepen. De Noordzee is aangewezen als een emission control area, dat betekent dat hier de strengste internationaal afgesproken limieten gelden voor uitstoot van zwaveloxiden en stikstofoxiden.
De Stichting De Noordzee is sinds 1977 actief voor de bescherming van het natuurlijk milieu van de Noordzee.

#### Militaire stortplaatsen
In de Noordzee zijn meer dan 30 munitiestortplaatsen voor oorlogsmunitie en ligt los verspreid munitie geborgen. Een munitiestortplaats ligt op dertig kilometer uit de kust van IJmuiden en Hoek van Holland, en de ander ligt in de Oosterschelde in ‘het gat van Zierikzee’ (30.000 ton militair afval). De aftakeling van munitie door corrosie duurt circa 300 tot 500 jaar, zo stelt de staatssecretaris van Defensie in 2019; daarentegen hebben duikers al wel lekkend springstof geconstateerd. De gestorte conventionele oorlogsresten bevatten giftige stoffen, zoals de springstof TNT of fosfor. De derde munitiestortplaats is de meest gevaarlijke en bevindt zich boven de zandbank de Paardenmarkt. Er ligt rond de 35.000 ton op slechts 200 meter van de kust.

## Kusten en eilanden

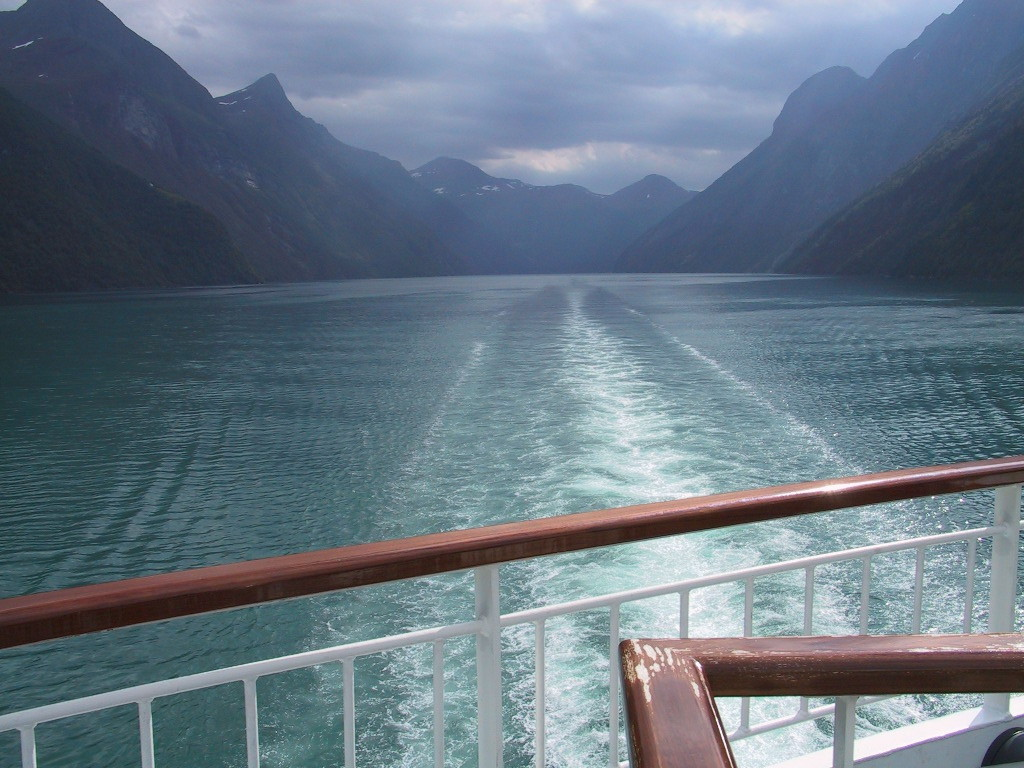
Het Geirangerfjord in Noorwegen

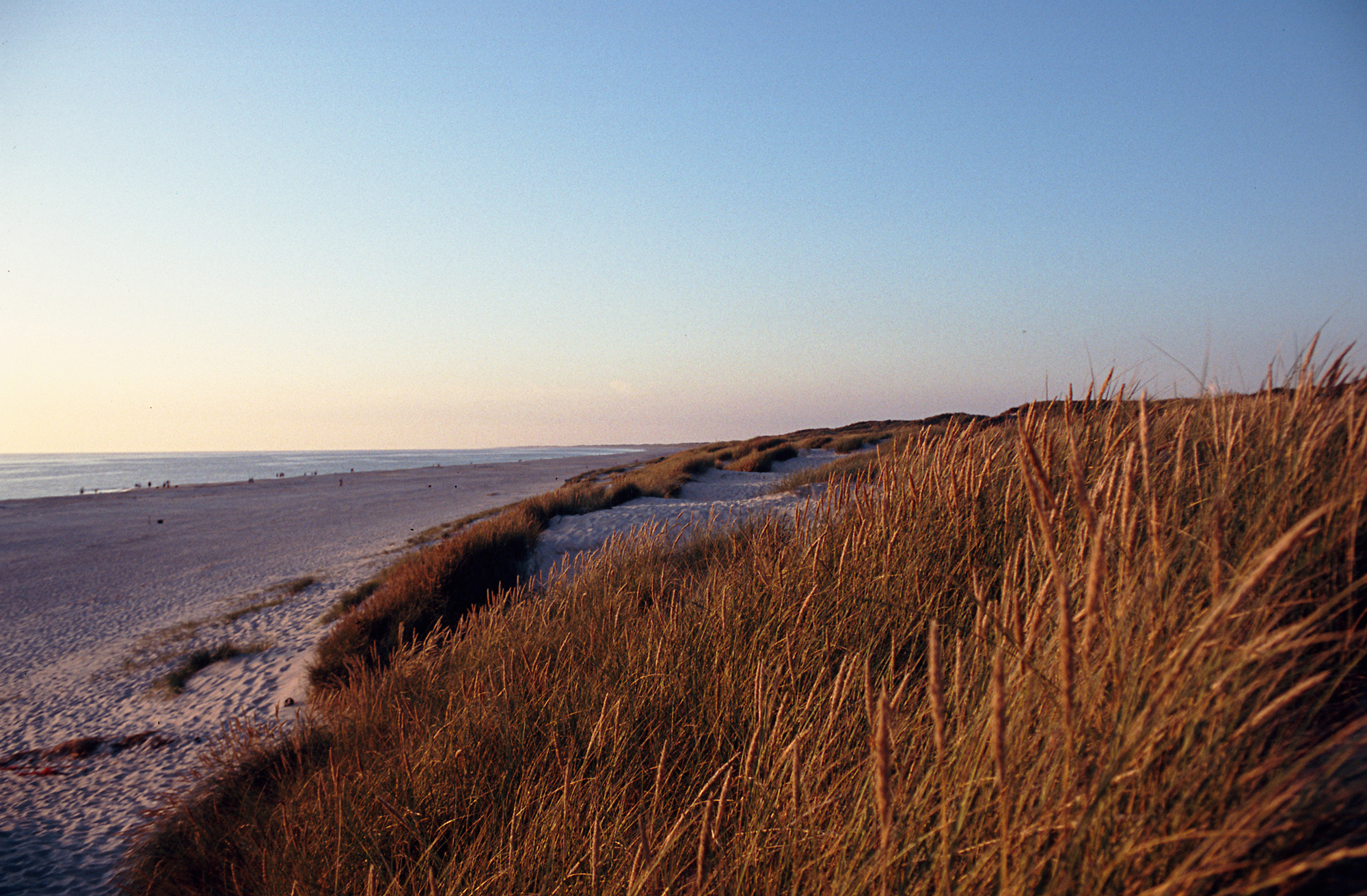
De Deense Noordzeekust bij Henne Strand

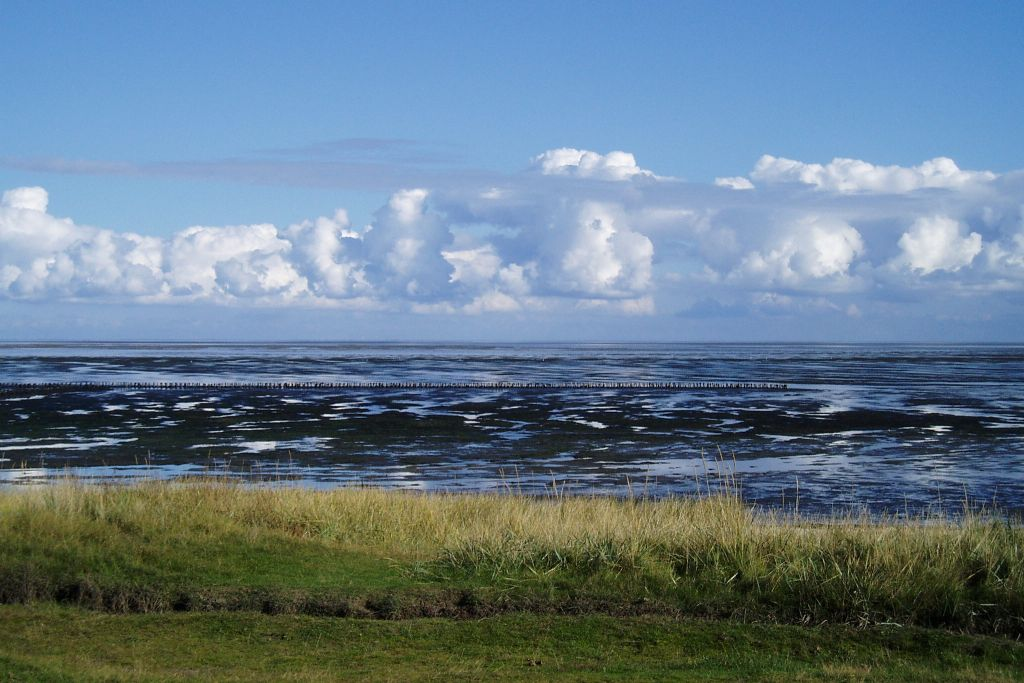
Waddenzee bij het eiland Sylt

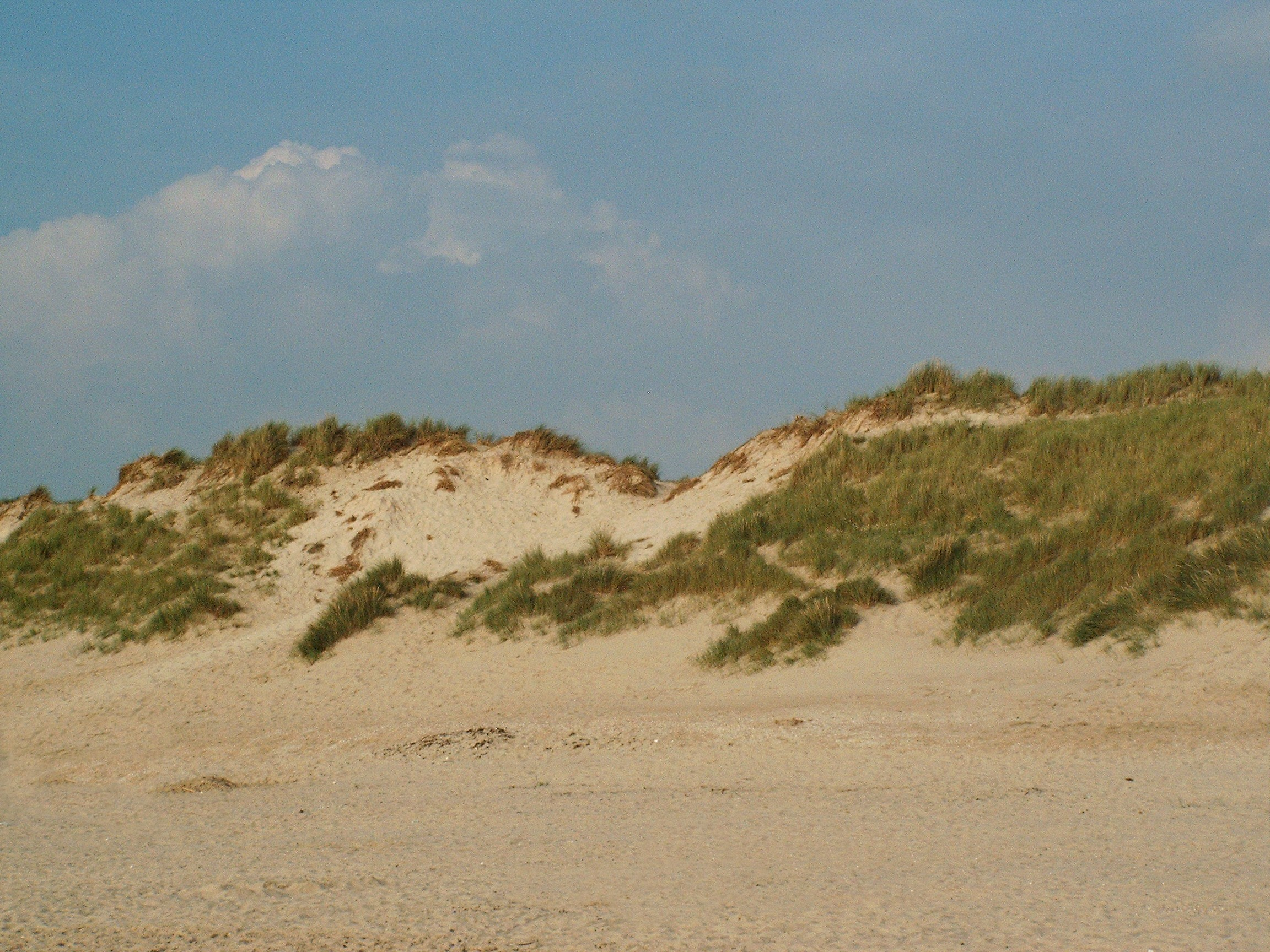
duinen bij Schoorl aan Zee

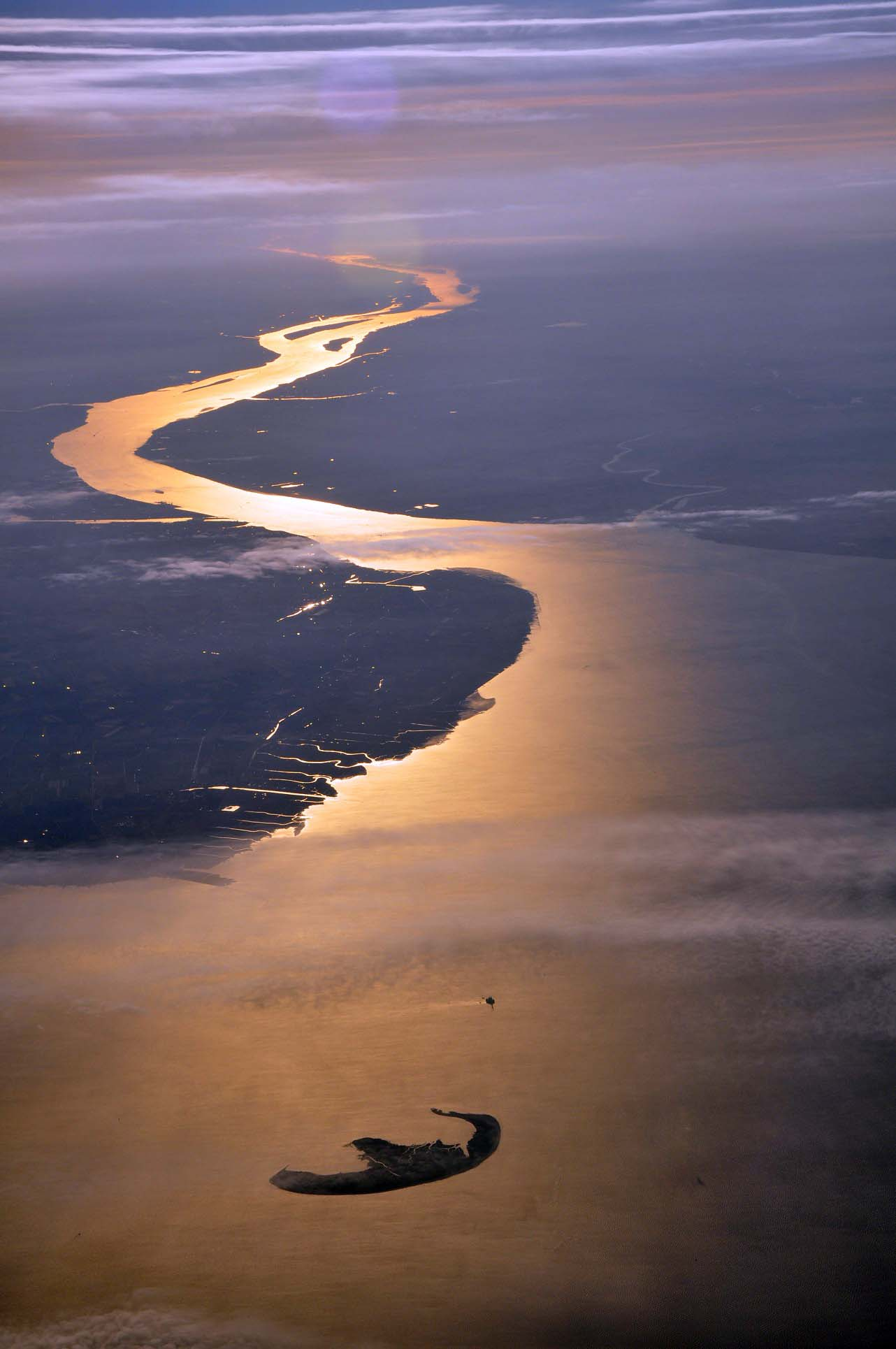
De monding van de Elbe met het eiland Trischen.

De Noordzeekust is voortdurend in beweging. Oorspronkelijk veranderde de kustlijn alleen door natuurfenomenen zoals stormvloeden. De laatste 500 jaar hebben daarnaast ook menselijke activiteiten gericht op landaanwinning de kustlijn verlegd.

### Noordelijke en westelijke Noordzee
De Noordzee wordt westelijk begrensd door het eiland Groot-Brittannië. Tot de grootste eilandengroepen die helemaal in de Noordzee liggen, behoren de Orkney- en de Shetlandeilanden.
De noordelijke Noordzeekusten zijn glaciaal gevormd door de grote gletsjers, die gedurende de ijstijden op deze plaats bewogen. Daardoor ontstond een sterk geaccidenteerd en ruig kustlandschap. De fjorden ontstonden door gletsjers. Deze schraapten in de bodem diepe geulen. Bij de volgende stijging van de zeespiegel vulden de geulen zich met water. De steile en voor de Noordzee relatief diepe fjorden komen vooral aan de Noorse kust voor.

### Zuidelijke Noordzee
De vlakke zuidelijke en oostelijke kust tot aan Denemarken is eveneens in de ijstijden gevormd, maar de vorm wordt vooral door de zee en sedimentafzetting bepaald. Het kustverloop is vlak; de getijden overstromen vaak grote stroken land en geven deze dan vervolgens weer vrij. Het water kalft sediment af. Er worden strandwallen en duinen gevormd.
De Waddeneilanden zijn barrière-eilanden. Ze ontstonden waarschijnlijk op brandingsruggen, hoge zandbanken die onder andere werden gevormd door de branding en die uiteindelijk alleen nog door stormvloeden overstroomd werden. Met de groei van de eerste planten vormde zich vervolgens land.
Hoewel het tegenwoordig vaste eilanden zijn, zijn waddeneilanden nog steeds in beweging (wandelen). Op het Oost-Friese Juist zijn bijvoorbeeld sinds 1650 vijf verschillende Kerkpleinen geweest, aangezien de kerk steeds verplaatst moest worden in verband met de veranderende vorm van het eiland. Juist bestond vroeger uit twee eilanden, maar deze groeiden uiteindelijk aan elkaar. 
In 2005 moest in Nederland de grens van Friesland met Groningen worden gecorrigeerd in verband met de verplaatsing van Schiermonnikoog over de provinciegrens.

### Kustbescherming
De kusten van Nederland, België, Duitsland en Denemarken zijn zeer vatbaar voor stormvloeden. Deze kusten zijn relatief vlak en een geringe stijging in het waterpeil is voldoende om grote stukken land onder water te zetten. Daarnaast zijn westelijke stormen over de Noordzee vaak erg heftig, waarbij de zuidoostelijke kusten het grootste gevaar lopen. Tot in de beginjaren van de Nieuwe Tijd lagen de aantallen slachtoffers tussen de tien- tot soms wel honderdduizend slachtoffers per vloed. Hoe betrouwbaar deze getallen zijn is moeilijk vast te stellen.
De vroegst bekende stormvloed in Nederland is die van 838, waarbij een groot deel van Noordwest-Nederland onderliep. De bekendste overstroming is de Watersnood van 1953, waarbij door een combinatie van noordwesterstorm en springvloed grote stukken land in Engeland, West-Vlaanderen, Zeeland, West-Brabant en Zuid-Holland onder water kwamen te staan. In Nederland kwamen daarbij 1835 mensen om het leven, in Engeland 307 en in België 28 personen.
Waar vroeger de kusten gekenmerkt werden door een moerasachtig landschap met stroompjes, beken en rivieren die het land opdeelden in allerlei kleine eilandjes, begonnen enkele Nederlandse notabelen eind 17e eeuw met het aanleggen van onze hedendaagse dijken en het inpolderen van stukken land. Na de grote ramp van 1953 werden deze dijken nogmaals verhoogd. Een van de omvangrijkste projecten waren de Zuiderzeewerken, bedacht door ingenieur Lely.

## Zandbanken en windmolenparken
De Noordzee telt talloze zandbanken, een goede locatie voor windmolenparken in zee. Zie ook Lijst van windmolenparken in de Noordzee.
- Aardappelenbult
- Bruine Bank
- Doggersbank
- Goodwin Sands
- Haaksgronden
  - Groene Strand
  - Noorderhaaks
  - Strandhaak
  - Zuiderhaaks
- Hinderbanken
  - Blighbank
  - Fairy Bank
  - Noordhinder
  - Oosthinder
  - Westhinder
- Jutlandbank
- Klaverbank
- Kustbanken
  - Broersbank
  - Hills Bank
  - Nieuwpoortbank
  - Paardenmarkt
  - Stroombank
  - Trapegeer
  - Wenduinebank
- Long Sand
- Norfolkbanken
- Sandettié Bank
- South Falls
- Vlaamse banken
  - Bergues Bank
  - Breedbank
  - Oostdyck, Westdyck
  - Kwintebank
  - Middelkerkebank
  - Oostendebank
  - Binnen Ratel, Buiten Ratel
  - Ruytingen (In-, Out-)
  - Smalbank
- Vlakte van de Raan
- Vissersbanken
- Zeelandbanken
  - Akkaertbank
  - Buitenbank
  - Gootebank
  - Lodewijkbank
  - Middelbank
  - Rabsbank
  - Schouwenbank
  - Steenbank
  - Thorntonbank

## Scheepvaart

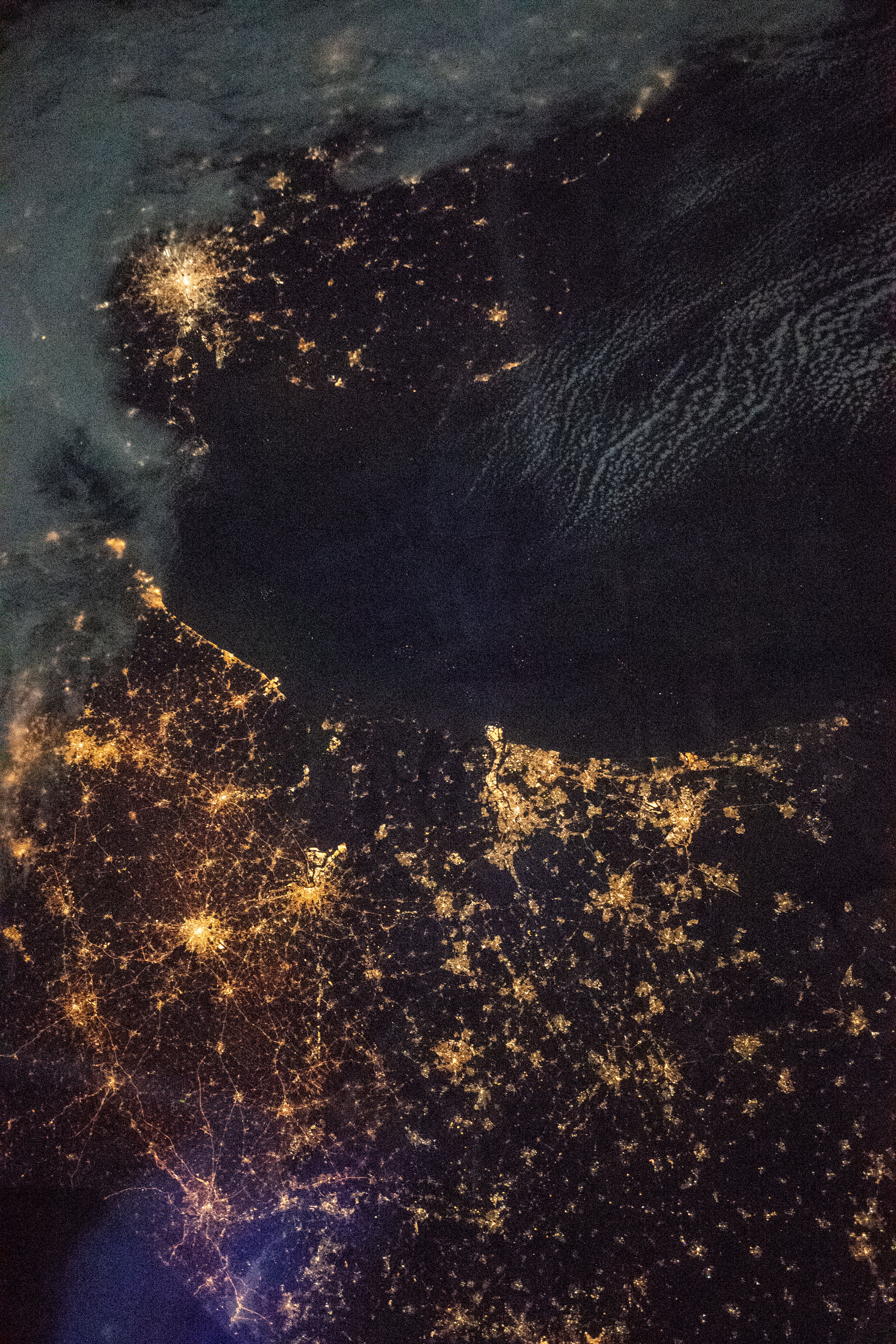
Satellietfoto van de zuidelijke Noordzee: in het midden de verlichte haven van Rotterdam, links iets naar onder de haven van Antwerpen.

De Noordzee is van groot belang voor de scheepvaart. Enkele van de drukst bevaren scheepvaartroutes lopen door de Noordzee. Om de scheepvaart in goede banen te leiden zijn er internationaal scheepvaartroutes vastgelegd, de zogenaamde verkeersscheidingsstelsels op de Noordzee, die lopen van Het Kanaal tot aan de Duitse Bocht.
Ook liggen er veel havens van internationaal belang rond de Noordzee, waarvan enkele tot de grootste havens ter wereld behoren.
Ondanks hevige concurrentie van nieuwe vaste oeververbindingen, met name van de in 1994 geopende Kanaaltunnel tussen het Franse Calais en het Engelse Dover, bestaan er nog steeds veel veerbootverbindingen tussen de landen aan de Noordzee.

### Havens rond de Noordzee
Vele havens en verschillende wereldhavens liggen aan of bij de Noordzee, waaronder de haven van Rotterdam en de haven van Antwerpen (na Rotterdam de grootste importhaven van Europa), die beide voor een drukke scheepvaart zorgen in de zee. Tot 2004 was de haven van Rotterdam de grootste zeehaven ter wereld, een positie die is overgenomen door Shanghai.
De belangrijkste havens aan of bij de Noordzee zijn:
- Noorwegen: Bergen, Stavanger, Kristiansand.
- Denemarken: Esbjerg.
- Duitsland: Hamburg, Bremerhaven, Wilhelmshaven, Cuxhaven, Emden.
- Nederland: Rotterdam (Europoort en Maasvlakte via de Eurogeul), Amsterdam, Vlissingen (Vlissingen-Oost), Terneuzen, Eemshaven, IJmuiden (via de IJgeul), Delfzijl, Lauwersoog, Harlingen, Den Helder, Hoek van Holland (Berghaven en Poortershaven), Scheveningen (Den Haag)
- België: Antwerpen, Brugge-Zeebrugge, Gent, Oostende, Nieuwpoort.
- Frankrijk: Duinkerke.
- Engeland: Londen, Southend-on-Sea, Harwich, Felixstowe, Kingston upon Hull, Middlesbrough, Newcastle upon Tyne.
- Schotland: Aberdeen, Edinburgh.

## Economie

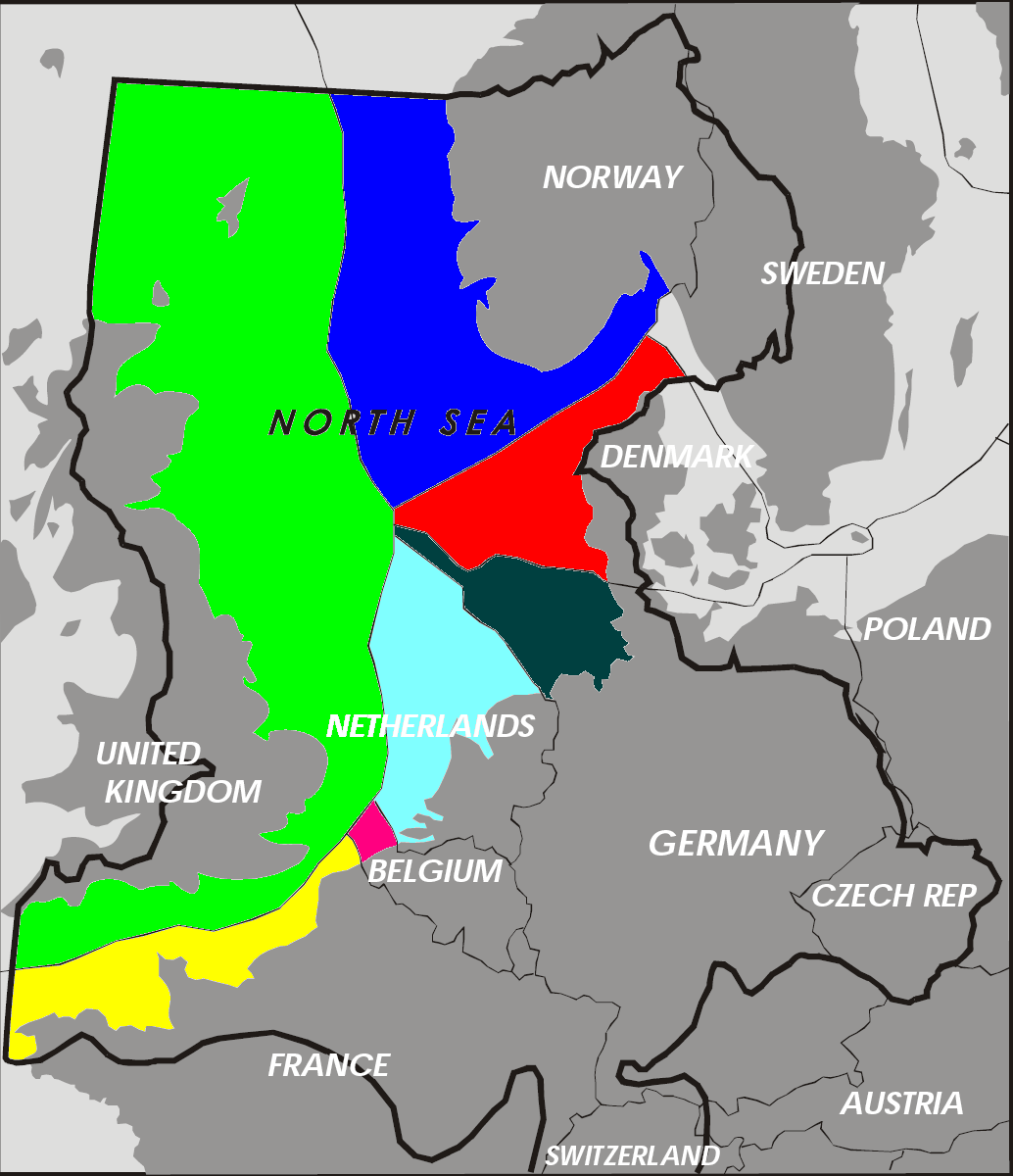
De exclusieve economische zones in de Noordzee en het Kanaal

### Politieke status
De landen die aan de Noordzee grenzen claimen allemaal een zone van 12 mijl als territoriale wateren, waarbinnen zij de exclusieve visrechten hebben. Het gemeenschappelijk visserijbeleid van de Europese Unie (EU) is er om de visrechten te coördineren en om te bemiddelen bij geschillen tussen EU-landen en de EU-grens met Noorwegen.
Na de ontdekking van aardolie en -gas in de Noordzee werd het Verdrag inzake het continentaal plat gesloten om de rechten van de landen te verdelen. Dit gebeurde grotendeels langs de middellijn. Deze lijn wordt gedefinieerd volgens de regel "waarvan elk punt even ver is verwijderd van de dichtstbijzijnde punten van de basislijnen vanwaar de breedte van de territoriale zee van elke staat wordt gemeten." De grens op de zeebodem tussen Duitsland, Nederland, en Denemarken werd pas vastgesteld na langdurige onderhandelingen en een arrest van het Internationaal Hof van Justitie.

### Olie en gas

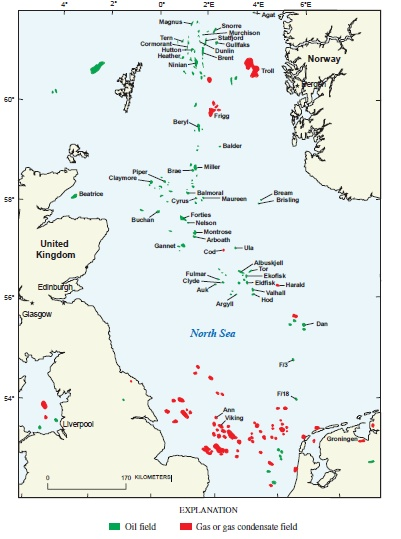
Plaatsen waar olie (groen) en gas (rood) gevonden wordt

#### Infrastructuur
Al in respectievelijk 1859 en 1910 werden aardolie en aardgas ontdekt in de kustgebieden rond de Noordzee.

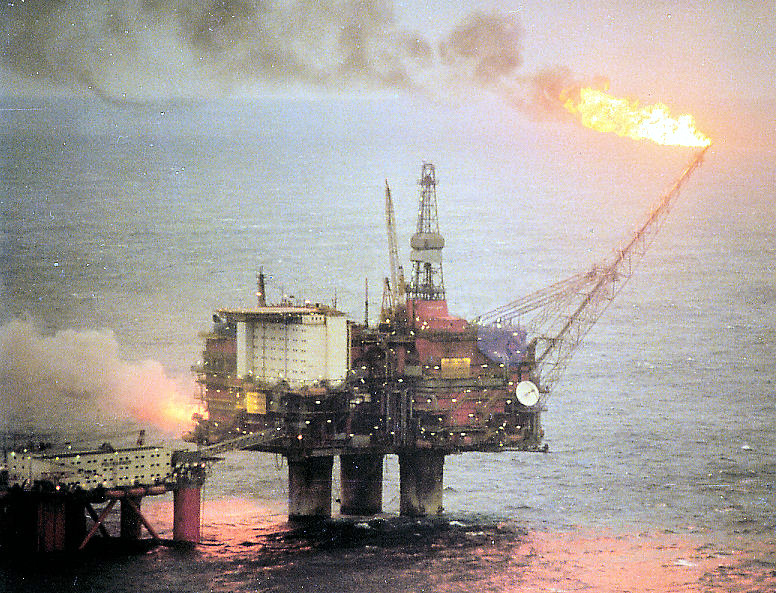
Olieplatform Statfjord A met de flotel Polymarine

Het proefboren begon in 1966 en daarna, in 1969, ontdekte de Phillips Petroleum Company het Ekofiskolieveld, dat zich onderscheidt door waardevolle zwavelarme olie. De commerciële exploitatie van het veld begon in 1971 met olievervoer door tankers, in 1975 gevolgd door een pijpleiding naar Teesside in Engeland en in 1977 ook naar Emden in Duitsland.
De exploitatie van de oliereserves in de Noordzee begon net voor de oliecrisis van 1973 en de prijsstijgingen van de internationale olieprijzen maakten de grote investeringen die nodig zijn voor de winning veel aantrekkelijker. Hoewel de productiekosten relatief hoog zijn, zijn de kwaliteit van de olie, de politieke stabiliteit van de regio en de nabijheid van de belangrijke markten in West-Europa factoren die de Noordzee een belangrijke olieproducerende regio maken.
Naast het Ekofiskolieveld is ook het Statfjordolieveld vermeldenswaard, omdat het het olieveld was met de eerste pijpleiding die de Noorse geul overspande. Het grootste gasveld in de Noordzee, het Troll-gasveld, ligt in de Noorse geul, waar de diepte meer dan 300 meter is, wat de bouw van het enorme Troll A-platform noodzakelijk maakte om toegang te krijgen.
De prijs van Brentolie, een van de eerste oliesoorten die gewonnen werd in de Noordzee, wordt tegenwoordig gebruikt als een standaardprijs voor vergelijking voor aardolie van de rest van de wereld. De Noordzee bevat de grootste olie- en aardgasreserves van West-Europa en is een van 's werelds belangrijkste productieregio's die geen deel van de OPEC uitmaken.
De grootste ramp in de Noordzee-olie-industrie was de vernietiging van het offshore olieplatform Piper Alpha in 1988, waarbij 167 mensen om het leven kwamen.

#### Verwijderen van de energie-infrastructuur
De landen om de Noordzee hebben in het OSPAR-verdrag afspraken gemaakt met betrekking tot de energie-infrastructuur in de Noordzee. Als de olie- en gasvelden zijn uitgeput bestaat de verplichting de infrastructuur, zoals productieplatforms en pijpleidingen, te verwijderen. In het Britse deel van de Noordzee is dit al van belang. In 2013 werd al £ 470 miljoen uitgegeven aan het verwijderen van infrastructuur en voor de periode van 2014 tot 2023 zijn de uitgaven geraamd op £ 14,6 miljard. Over die jaren worden ruim 3000 kilometer pijplijn en meer dan 100 platforms verwijderd. Royal Dutch Shell heeft begin 2015 al plannen bekendgemaakt voor het verwijderen van de platforms van het Brentveld, die tot de grootste installaties op de Noordzee behoren.
Van de 148 gasvelden waar in 2015 gas wordt gewonnen zal een groot deel in enkele jaren uitgeput raken. De bijbehorende infrastructuur zal daardoor op den duur moeten verdwijnen. Deze infrastructuur kan eventueel nog nodig zijn voor rendabele winning uit de andere kleine velden. Volgens het Nederlandse TNO is er nog een potentieel van 118 miljard kubieke meter winbaar gas aanwezig in de 268 al bekende gasvelden onder de Noordzee. Daarnaast zijn er mogelijk nog onontdekte gasvelden met een potentieel van 165 miljard kubieke meter winbaar gas.

#### Kabels en leidingen

Internationale stroomverbindingen in Europa

In het Nederlandse en Belgische gebied van de Noordzee liggen de volgende elektriciteitskabels:
- COBRA-kabel;
- Nemo Link, vanuit Zeebrugge

En de volgende onderzeese kabels voor telecommunicatie:
- TAT-14, vanuit de kust bij Katwijk
- Concerto 1, vanuit de kust bij Zandvoort en Zeebrugge
- ODIN, richting Alkmaar
- Rembrandt 1, vanuit de kust bij Bakkum/Castricum
- Rembrandt 2, vanuit de kust bij Domburg
- Atlantic Crossing 1 (AC-1), vanuit de kust bij Beverwijk
- Pan European Crossing, vanuit Bredene naar het VK
- BT North Sea en Tangerine, vanuit Oostende naar het VK
- SeaMeWe-3, vanuit Oostende

En de volgende onderzeese pijpleidingen voor gas of olie:
- Rotterdam Antwerpen Pijpleiding (olie), vanuit de kust bij Rotterdam
- BBL-pijpleiding (Balgzand Bacton Line) (gas), vanuit de kust bij Anna Paulowna

## Veiligheid

### Nederland
In geval van calamiteiten is het kustwachtcentrum in Den Helder verantwoordelijk voor de alarmering van reddingsboten van de Reddingsbrigade Nederland. Als het dicht bij het strand is, worden reddingsboten van de KNRM gebruikt. Als het verder op zee gebeurt, worden helikopters van de Koninklijke Marine of Koninklijke Luchtmacht ingezet.
In geval van brand op een schip met passagiers kan een beroep worden gedaan op scheepsbrandbestrijdingsspecialisten vanuit de Veiligheidsregio Rotterdam-Rijnmond.

### België
De veiligheid op het Belgische deel van de Noordzee wordt beheerd door twee partijen: enerzijds het Maritiem Reddings- en Coördinatiecentrum (MRCC) in Oostende, dat reddingsoperaties coördineert. Daarnaast is er het Maritiem Informatie Kruispunt (MIK) in Zeebrugge, dat zorgt voor de veiligheid op zee en dat naleving van relevante wetgeving opvolgt.

## Fiets- en wandelroutes
Sinds 5 mei 2001 kan de hele Noordzeekust gevolgd worden via een bewegwijzerde fietsroute, de North Sea Cycle Route. Het gedeelte in Nederland loopt van Hoek van Holland via de Afsluitdijk naar Bad Nieuweschans, over de Nederlandse langeafstandsfietsroutes LF1 en LF10.
Het groteroutepad LF1 Noordzeeroute volgt het Belgische deel van de Noordzeekust. Elk jaar wordt de 'Belgian Coast Walk' georganiseerd, een dagwandeltocht van 80 km over de volledige lengte.